# Casa de Caifás
A Casa de Caifás foi o local onde o sumo sacerdote Caifás julgou Jesus Cristo, que para eles, haviam acusado de traição contra a Lei. Segundo a Bíblia, depois que Jesus foi julgado na Casa de Caifás, levaram-no para o Pátio de Anás, seu sogro, e em seguida, os soldados romanos conduziram-no até o governador romano Pôncio Pilatos, o qual daria seu veredicto final. Ou eles libertavam Jesus ou crucificariam Barrabás. Mas o povo escolheu o contrário. Jesus foi crucificado e morto.

## O ossuário de Caifás
Os especialistas concluíram que o ossuário e suas inscrições são autênticos e antigos, escreveu o “Jerusalem Post”. A peça faz parte de um conjunto de 12 usuários recuperados no mesmo local e pertencentes à família Caifás. 
Dentro dessa urna foram encontrados ossos de seis pessoas ao que tudo indica da mesma família: dois bebês, uma criança entre 2 e 5 anos, um rapaz entre 13 e 18, uma mulher adulta e um homem de perto de 60 anos.
Na mesma peça lê-se a inscrição: “Miriam [Maria], filha de Yeshua [Jesus], filho de Caifás, sacerdote de Maazias de Beth Imri”. Num dos lados não decorados aparece o nome “José bar Caifás”, onde “bar” não necessariamente significa “filho de”.
A Miriam da inscrição poderia ser neta do próprio Caifás do Evangelho ou de algum outro membro da família sacerdotal. Ossuário presumido do Sumo Sacerdote que mandou crucificar Cristo
O nome “Caifás” é a pista crucial, segundo os arqueólogos mencionados. Os arqueólogos Yuval Goren da Universidade de Tel Aviv e Boaz Zissu da Universidade Bar Ilan confirmaram, noticiou a “Folha de S.Paulo” a autenticidade de um ossuário pertencente à família do sacerdote que teria conduzido a tumultuada sessão do Sinédrio que considerou “blasfemo” Jesus Cristo. No ossuário, os judeus guardavam os ossos dos antepassados depois da fase inicial de sepultamento.